# John Ruskin (pictură)
John Ruskin este un tablou al principalului critic de artă victoriană John Ruskin (1819-1900). A fost pictat de artistul pre-rafaelit John Everett Millais (1829-1896) în perioada 1853-54. John Ruskin a fost un susținător timpuriu al grupului de artiști prerafaeliți, iar o parte din succesul lor s-a datorat eforturilor sale.
Pictura îl prezintă pe Ruskin în fața unei cascade din Glenfinlas, Scoția. Ruskin și Millais au petrecut împreună vara anului 1853 la Glenfinlas în Trossachs. Ruskin a fost deosebit de interesat de formațiunile de stâncă și a întreprins propriile sale studii.

## Creare
Pictura lui Ruskin a fost începută la Glenfinlas, timp în care au fost pictate detaliile peisajului. Ultimele etape ale lucrărilor asupra picturii au fost realizate în studioul lui Millais din Londra. Pe atunci, soția lui Ruskin, Effie, s-a îndrăgostit de Millais. Ea l-a părăsit pe Ruskin și l-a dat în judecată pentru anularea căsătoriei. S-a căsătorit cu Millais în anul următor.
Millais a considerat că era foarte dificil să se afle în aceeași cameră cu Ruskin când a terminat opera de la Londra, spunând că a fost „cea mai detestabilă sarcină pe care am făcut-o vreodată”.Imediat ce portretul a fost terminat, a întrerupt orice contact cu Ruskin. Ruskin însuși a mutat temporar portretul, astfel încât tatăl său să nu-l vadă, deoarece el era îngrijorat că îl va distruge.

## Proveniență
Ruskin a dat pictura prietenului său Henry Wentworth Acland în 1871. A fost transferată prin familia sa până când a fost vândută la Christie's în 1965. Cel care a cumpărat-o a păstrat-o până la moartea sa în 2012. A fost acceptată de guvernul britanic în locul impozitului pe moștenire în 2013 și alocat permanent Muzeului Ashmolean, Oxford, la care a fost împrumutat din 2012.
Pictura a fost expusă de mai multe ori, inclusiv în cadrul expozițiilor despre prerafaeliți de la Tate Britain din Londra în 1984 și în 2004. A fost evaluată la valoarea de 7 milioane de lire sterline.